# Lex Poetelia-Papiria
A Lex Poetelia Papiria foi uma lei da República Romana que aboliu o nexum, ou seja, o acordo pelo qual um devedor dava como garantia de um empréstimo a escravidão de si próprio (ou de um membro da família sobre o qual ele tinha autoridade, como uma criança) em nome do credor em troca da extinção do débito (escravidão por dívida).

## História
Segundo Lívio, o nome é uma referência ao caso de Caio Publílio, que havia se entregado em escravidão a Lúcio Papírio para quitar o débito de seu pai. Lúcio, enamorado do jovem Caio, mandou açoitá-lo quando este se recusou a ceder aos seus avanços.
O jovem conseguiu se libertar do credor e contou o que aconteceu perante uma multidão. Depois de um grande tumulto, os cônsules eleitos para aquele ano (326 a.C.), Lúcio Papírio Cursor e Caio Petélio Libo Visolo, foram obrigados a promulgar uma lei encerrando a prática, conhecida como Lex Poetelia Papiria. A partir daí, somente os bens do devedor podiam ser dados em garantia de um crédito.
Marco Terêncio Varrão, por sua vez, datou esta lei em 313 a.C..